# Mistrzostwa Polski w Biegach Narciarskich 2011
Mistrzostwa Polski w Biegach Narciarskich 2011 – zawody w biegach narciarskich, rozegrane  w dniach 22-27 marca 2011 na Polanie Jakuszyckiej, w ramach których wyłoniono medalistów mistrzostw Polski.

## Terminarz
| Data          | Godzina  | Konkurencja                       | Złoto                | Srebro               | Brąz                      | Źródło |
| ------------- | -------- | --------------------------------- | -------------------- | -------------------- | ------------------------- | ------ |
| 23 marca 2011 | 9:00 CET | sprint stylem klasycznym kobiet   | Ewelina Marcisz      | Agnieszka Szymańczak | Paulina Maciuszek         | [ 1 ]  |
| 23 marca 2011 | 9:00 CET | sprint stylem klasycznym mężczyzn | Maciej Staręga       | Maciej Kreczmer      | Paweł Klisz               | [ 2 ]  |
| 24 marca 2011 | 9:00 CET | 5 km stylem dowolnym kobiet       | Justyna Kowalczyk    | Agnieszka Szymańczak | Paulina Maciuszek         | [ 3 ]  |
| 24 marca 2011 | 9:00 CET | 10 km stylem dowolnym mężczyzn    | Maciej Kreczmer      | Mariusz Michałek     | Maciej Staręga            | [ 4 ]  |
| 26 marca 2011 | 9:00 CET | 15 km stylem klasycznym kobiet    | Justyna Kowalczyk    | Paulina Maciuszek    | Agnieszka Szymańczak      | [ 5 ]  |
| 26 marca 2011 | 9:00 CET | 30 km stylem klasycznym mężczyzn  | Maciej Staręga       | Mariusz Michałek     | Sebastian Gazurek         | [ 6 ]  |
| 27 marca 2011 | 9:00 CET | 4x5 km mix sztafeta kobiet        | AZS-AWF Katowice     | LKS Poroniec Poronin | MKS Halicz Ustrzyki Dolne | [ 7 ]  |
| 27 marca 2011 | 9:00 CET | 4x10 km mix sztafeta mężczyzn     | LKS Poroniec Poronin | AZS-AWF Katowice     | MKS Halicz Ustrzyki Dolne | [ 7 ]  |

## Wyniki
| Pozycja | Zawodniczka          | Czas | Strata    |
| ------- | -------------------- | ---- | --------- |
|         | Ewelina Marcisz      |      | Finał A   |
|         | Agnieszka Szymańczak |      | Finał A   |
|         | Paulina Maciuszek    |      | Finał A   |
| 4.      | Justyna Mordarska    |      | Finał A   |
| 5.      | Natalia Grzebisz     |      | Finał B   |
| 6.      | Urszula Łętocha      |      | Finał B   |
| 7.      | Anna Staręga         |      | Finał B   |
| 8.      | Aleksandra Prekurat  |      | Finał B   |
| 9.      | Martyna Galewicz     |      | 1/4 Finał |
| 10.     | Patrycja Wąchała     |      | 1/4 Finał |

| Pozycja | Zawodnik          | Czas | Strata    |
| ------- | ----------------- | ---- | --------- |
|         | Maciej Staręga    |      | Finał A   |
|         | Maciej Kreczmer   |      | Finał A   |
|         | Paweł Klisz       |      | Finał A   |
| 4.      | Andrzej Leśniak   |      | Finał A   |
| 5.      | Sebastian Gazurek |      | Finał B   |
| 6.      | Konrad Motor      |      | Finał B   |
| 7.      | Marcin Rzeszótko  |      | Finał B   |
| 8.      | Artur Bobrecki    |      | Finał B   |
| 9.      | Michał Wróblewski |      | 1/4 Finał |
| 10.     | Krzysztof Stec    |      | 1/4 Finał |

| Pozycja | Zawodniczka          | Czas        | Strata      |
| ------- | -------------------- | ----------- | ----------- |
|         | Justyna Kowalczyk    | 13:48,3 min |             |
|         | Agnieszka Szymańczak | 14:20,9 min | +32,6 s     |
|         | Paulina Maciuszek    | 14:29,0 min | +40,7 s     |
| 4.      | Martyna Galewicz     | 14:38,4 min | +50,1 s     |
| 5.      | Anna Staręga         | 14:43,1 min | +54,8 s     |
| 6.      | Ewelina Marcisz      | 14:49,9 min | +1:01,6 min |
| 7.      | Justyna Mordarska    | 15:23,4 min | +1:35,1 min |
| 8.      | Magdalena Kozielska  | 15:37,8 min | +1:49,5 min |
| 9.      | Natalia Grzebisz     | 15:47,2 min | +1:58,9 min |
| 10.     | Marzena Maciulewicz  | 15:56,6 min | +2:08,3 min |

| Pozycja | Zawodnik          | Czas        | Strata      |
| ------- | ----------------- | ----------- | ----------- |
|         | Maciej Kreczmer   | 22:26,5 min |             |
|         | Mariusz Michałek  | 22:38,4 min | +11,9 s     |
|         | Maciej Staręga    | 23:13,3 min | +46,8 s     |
| 4.      | Sebastian Gazurek | 23:20,0 min | +53,5 s     |
| 5.      | Krzysztof Stec    | 23:37,4 min | +1:10,9 min |
| 6.      | Konrad Motor      | 24:25,7 min | +1:59,2 min |
| 7.      | Jan Antolec       | 24:26,4 min | +1:59,9 min |
| 8.      | Paweł Klisz       | 24:27,7 min | +2:01,2 min |
| 9.      | Marcin Rzeszótko  | 24:43,3 min | +2:16,8 min |
| 10.     | Bogusław Gracz    | 24:45,7 min | +2:19,2 min |

| Pozycja | Zawodniczka          | Czas        | Strata      |
| ------- | -------------------- | ----------- | ----------- |
|         | Justyna Kowalczyk    | 45:10,8 min |             |
|         | Paulina Maciuszek    | 47:49,1 min | +2:38,3 min |
|         | Agnieszka Szymańczak | 48:08,8 min | +2:58,0 min |
| 4.      | Ewelina Marcisz      | 49:49,0 min | +4:38,2 min |
| 5.      | Martyna Galewicz     | 51:03,6 min | +5:52,8 min |
| 6.      | Anna Staręga         | 51:38,1 min | +6:27,3 min |
| 7.      | Magdalena Kozielska  | 52:25,2 min | +7:14,4 min |
| 8.      | Emilia Romanowicz    | 53:32,3 min | +8:21,5 min |
| 9.      | Patrycja Wąchała     | 53:47,5 min | +8:36,7 min |
| 10.     | Justyna Mordarska    | 54:15,5 min | +9:04,7 min |

| Pozycja | Zawodnik          | Czas        | Strata      |
| ------- | ----------------- | ----------- | ----------- |
|         | Maciej Staręga    | 1:27:26,7 h |             |
|         | Mariusz Michałek  | 1:27:34,9 h | +8,2 s      |
|         | Sebastian Gazurek | 1:31:09,0 h | +3:42,3 min |
| 4.      | Krzysztof Stec    | 1:32:11,0 h | +4:44,3 min |
| 5.      | Bogusław Gracz    | 1:32:13,9 h | +4:47,2 min |
| 6.      | Rafał Węgrzyn     | 1:32:56,6 h | +5:29,9 min |
| 7.      | Patryk Chudoba    | 1:34:43,8 h | +7:17,1 min |
| 8.      | Marcin Rzeszótko  | 1:35:27,3 h | +8:00,6 min |
| 9.      | Paweł Klisz       | 1:36:08,5 h | +8:41,8 min |
| 10.     | Tomasz Ponicki    | 1:36:25,7 h | 8:59,0 min  |

| Pozycja | Klub                       | Czas         | Strata       |
| ------- | -------------------------- | ------------ | ------------ |
|         | AZS-AWF Katowice           | 55:35,30 min |              |
|         | LKS Poroniec Poronin       | 59:43,60 min | +4:08,3 min  |
|         | MKS Halicz Ustrzyki Dolne  | 1:01:25,40 h | +5:50,1 min  |
| 4.      | UKS Rawa Siedlce           | 1:01:37,40 h | +6:02,1 min  |
| 5.      | LKS Witów Ski Mszana Górna | 1:09:49,60   | +14:14,3 min |

| Pozycja | Klub                      | Czas         | Strata      |
| ------- | ------------------------- | ------------ | ----------- |
|         | LKS Poroniec Poronin      | 1:42:15,30 h |             |
|         | AZS-AWF Katowice          | 1:42:22,90 h | +7,6        |
|         | MKS Halicz Ustrzyki Dolne | 1:46:45,20 h | +4:29,9 min |
| 4.      | MKS Istebna               | 1:49:03,20   | +6:47,9 min |